# Невмержицкая, Олеся Анатольевна
Оле́ся Анато́льевна Невмержи́цкая (род. 14 февраля 1977) — российский режиссёр, актриса.

## Биография
Родилась в селе Солобоево Исетского района, Тюменская область, в семье офицера в отставке.
В 2000 году окончила истфак Тюменского государственного университета.
В 2004 году окончила актерский факультет ГИТИС (мастерская Александра Збруева).
В 2009 году окончила режиссёрский факультет ГИТИС по специальности «режиссёр драмы» (мастерская Леонида Хейфеца).
По окончании института Олесю Невмержицкую пригласил в свой театр Олег Табаков.
В 2009 году стала лауреатом молодежной премии «Триумф».

## Режиссёрские работы в театре
- 2008 — «Внеклассное чтение». Центр драматургии и режиссуры Казанцева и Рощина, Москва.
- 2009 — «Олеся» театр п/р О.Табакова, Москва.
- 2011 — «Олеся». Тюменский драматический театр, Тюмень.[1][3]
- 2012 — «Из пустоты…». Театр им. М. Н. Ермоловой, Москва.
- 2013 — «Олеся». Ростовский молодёжный театр, Ростов-на-Дону.[4]
- 2013 — «В моей сексуальности виновата кошка» (драм. А. Донатова). Театр «18+», Ростов-на-Дону.[5][6][7]

## Роли в кино
- 2013 — «Запах вереска».
- 2007 — «20 сигарет».
- 2005 — «Продаётся дача».